# Eleições legislativas portuguesas de 1985 na Madeira
| Eleições legislativas portuguesas de 1985 Distritos: Aveiro \| Beja \| Braga \| Bragança \| Castelo Branco \| Coimbra \| Évora \| Faro \| Guarda \| Leiria \| Lisboa \| Portalegre \| Porto \| Santarém \| Setúbal \| Viana do Castelo \| Vila Real \| Viseu \| Açores \| Madeira \| Estrangeiro |

## Resultados por Concelho
Os resultados nos concelhos da Região Autónoma da Madeira foram os seguintes:

### Calheta
| Partido                 | Partido                       | Votos | %               | +/-  |
| ----------------------- | ----------------------------- | ----- | --------------- | ---- |
|                         | Partido Social Democrata      | 4 747 | 71,71 / 100,00  | 3,34 |
|                         | Centro Democrático e Social   | 1 030 | 15,56 / 100,00  | 3,71 |
|                         | Partido Socialista            | 372   | 5,62 / 100,00   | 1,13 |
|                         | Partido Renovador Democrático | 149   | 2,25 / 100,00   | Novo |
|                         | Aliança Povo Unido            | 69    | 1,04 / 100,00   | 0,27 |
|                         | Outros                        | 160   | 2,42 / 100,00   |      |
| Votos Inválidos         | Votos Inválidos               | 93    | 1,40 / 100,00   | 1,07 |
| Total                   | Total                         | 6 620 | 100,00 / 100,00 |      |
| Eleitorado/Participação | Eleitorado/Participação       | 9 126 | 72,54 / 100,00  | 3,63 |

### Câmara de Lobos
| Partido                 | Partido                       | Votos  | %               | +/-  |
| ----------------------- | ----------------------------- | ------ | --------------- | ---- |
|                         | Partido Social Democrata      | 8 294  | 69,53 / 100,00  | 0,76 |
|                         | Partido Socialista            | 1 070  | 8,97 / 100,00   | 7,04 |
|                         | Centro Democrático e Social   | 645    | 5,41 / 100,00   | 1,26 |
|                         | Partido Renovador Democrático | 639    | 5,36 / 100,00   | Novo |
|                         | União Democrática Popular     | 413    | 3,46 / 100,00   | 1,75 |
|                         | Aliança Povo Unido            | 228    | 1,91 / 100,00   | 0,62 |
|                         | Outros                        | 296    | 2,48 / 100,00   |      |
| Votos Inválidos         | Votos Inválidos               | 343    | 2,88 / 100,00   | 0,63 |
| Total                   | Total                         | 11 928 | 100,00 / 100,00 |      |
| Eleitorado/Participação | Eleitorado/Participação       | 17 392 | 68,58 / 100,00  | 5,70 |

### Funchal
| Partido                 | Partido                       | Votos  | %               | +/-   |
| ----------------------- | ----------------------------- | ------ | --------------- | ----- |
|                         | Partido Social Democrata      | 25 729 | 45,63 / 100,00  | 1,44  |
|                         | Partido Socialista            | 9 763  | 17,31 / 100,00  | 16,94 |
|                         | Partido Renovador Democrático | 8 192  | 14,53 / 100,00  | Novo  |
|                         | Centro Democrático e Social   | 4 533  | 8,04 / 100,00   | 0,41  |
|                         | União Democrática Popular     | 2 970  | 5,27 / 100,00   | 2,16  |
|                         | Aliança Povo Unido            | 2 605  | 4,62 / 100,00   | 0,52  |
|                         | Outros                        | 1 231  | 2,19 / 100,00   |       |
| Votos Inválidos         | Votos Inválidos               | 1 367  | 2,42 / 100,00   | 0,37  |
| Total                   | Total                         | 56 390 | 100,00 / 100,00 |       |
| Eleitorado/Participação | Eleitorado/Participação       | 83 466 | 67,56 / 100,00  | 4,20  |

### Machico
| Partido                 | Partido                       | Votos  | %               | +/-   |
| ----------------------- | ----------------------------- | ------ | --------------- | ----- |
|                         | Partido Social Democrata      | 5 454  | 55,07 / 100,00  | 4,25  |
|                         | União Democrática Popular     | 2 077  | 20,97 / 100,00  | 10,92 |
|                         | Partido Renovador Democrático | 756    | 7,63 / 100,00   | Novo  |
|                         | Partido Socialista            | 707    | 7,14 / 100,00   | 13,70 |
|                         | Centro Democrático e Social   | 296    | 2,99 / 100,00   | 0,43  |
|                         | Aliança Povo Unido            | 212    | 2,14 / 100,00   | 0,21  |
|                         | Outros                        | 164    | 1,65 / 100,00   |       |
| Votos Inválidos         | Votos Inválidos               | 237    | 2,39 / 100,00   | 0,83  |
| Total                   | Total                         | 9 903  | 100,00 / 100,00 |       |
| Eleitorado/Participação | Eleitorado/Participação       | 14 530 | 68,16 / 100,00  | 1,46  |

### Ponta do Sol
| Partido                 | Partido                       | Votos | %               | +/-     |
| ----------------------- | ----------------------------- | ----- | --------------- | ------- |
|                         | Partido Social Democrata      | 3 424 | 74,37 / 100,00  | 2,61    |
|                         | Centro Democrático e Social   | 555   | 12,05 / 100,00  | 0,15    |
|                         | Partido Socialista            | 250   | 5,43 / 100,00   | 1,51    |
|                         | Partido Renovador Democrático | 160   | 3,48 / 100,00   | Novo    |
|                         | União Democrática Popular     | 52    | 1,13 / 100,00   | 0,62    |
|                         | Aliança Povo Unido            | 51    | 1,11 / 100,00   | Estável |
|                         | Outros                        | 55    | 1,19 / 100,00   |         |
| Votos Inválidos         | Votos Inválidos               | 57    | 1,23 / 100,00   | 0,11    |
| Total                   | Total                         | 4 604 | 100,00 / 100,00 |         |
| Eleitorado/Participação | Eleitorado/Participação       | 6 120 | 75,23 / 100,00  | 5,11    |

### Porto Moniz
| Partido                 | Partido                       | Votos | %               | +/-  |
| ----------------------- | ----------------------------- | ----- | --------------- | ---- |
|                         | Partido Social Democrata      | 1 485 | 71,19 / 100,00  | 7,87 |
|                         | Centro Democrático e Social   | 335   | 16,06 / 100,00  | 8,46 |
|                         | Partido Socialista            | 128   | 6,14 / 100,00   | 1,05 |
|                         | Partido Renovador Democrático | 51    | 2,44 / 100,00   | Novo |
|                         | Outros                        | 60    | 2,88 / 100,00   |      |
| Votos Inválidos         | Votos Inválidos               | 27    | 1,30 / 100,00   | 0,57 |
| Total                   | Total                         | 2 086 | 100,00 / 100,00 |      |
| Eleitorado/Participação | Eleitorado/Participação       | 2 754 | 75,74 / 100,00  | 2,08 |

### Porto Santo
| Partido                 | Partido                       | Votos | %               | +/-  |
| ----------------------- | ----------------------------- | ----- | --------------- | ---- |
|                         | Partido Social Democrata      | 1 191 | 51,09 / 100,00  | 3,35 |
|                         | Partido Socialista            | 829   | 35,56 / 100,00  | 2,66 |
|                         | Partido Renovador Democrático | 127   | 5,45 / 100,00   | Novo |
|                         | Centro Democrático e Social   | 74    | 3,17 / 100,00   | 0,80 |
|                         | Outros                        | 58    | 2,50 / 100,00   |      |
| Votos Inválidos         | Votos Inválidos               | 52    | 2,23 / 100,00   | 0,39 |
| Total                   | Total                         | 2 331 | 100,00 / 100,00 |      |
| Eleitorado/Participação | Eleitorado/Participação       | 2 990 | 77,96 / 100,00  | 2,94 |

### Ribeira Brava
| Partido                 | Partido                       | Votos | %               | +/-  |
| ----------------------- | ----------------------------- | ----- | --------------- | ---- |
|                         | Partido Social Democrata      | 4 708 | 74,42 / 100,00  | 0,89 |
|                         | Partido Socialista            | 498   | 7,87 / 100,00   | 2,91 |
|                         | Centro Democrático e Social   | 385   | 6,09 / 100,00   | 0,37 |
|                         | Partido Renovador Democrático | 192   | 3,04 / 100,00   | Novo |
|                         | Aliança Povo Unido            | 123   | 1,94 / 100,00   | 0,55 |
|                         | União Democrática Popular     | 89    | 1,41 / 100,00   | 0,68 |
|                         | Outros                        | 123   | 1,94 / 100,00   |      |
| Votos Inválidos         | Votos Inválidos               | 208   | 3,28 / 100,00   | 0,40 |
| Total                   | Total                         | 6 326 | 100,00 / 100,00 |      |
| Eleitorado/Participação | Eleitorado/Participação       | 8 824 | 71,69 / 100,00  | 4,11 |

### Santa Cruz
| Partido                 | Partido                       | Votos  | %               | +/-  |
| ----------------------- | ----------------------------- | ------ | --------------- | ---- |
|                         | Partido Social Democrata      | 7 566  | 61,21 / 100,00  | 0,75 |
|                         | Partido Socialista            | 1 673  | 13,54 / 100,00  | 7,94 |
|                         | Partido Renovador Democrático | 979    | 7,92 / 100,00   | Novo |
|                         | Centro Democrático e Social   | 669    | 5,41 / 100,00   | 0,70 |
|                         | Aliança Povo Unido            | 495    | 4,00 / 100,00   | 0,47 |
|                         | União Democrática Popular     | 317    | 2,56 / 100,00   | 0,85 |
|                         | Outros                        | 288    | 2,33 / 100,00   |      |
| Votos Inválidos         | Votos Inválidos               | 373    | 3,02 / 100,00   | 0,54 |
| Total                   | Total                         | 12 360 | 100,00 / 100,00 |      |
| Eleitorado/Participação | Eleitorado/Participação       | 16 480 | 75,00 / 100,00  | 1,25 |

### Santana
| Partido                 | Partido                       | Votos | %               | +/-  |
| ----------------------- | ----------------------------- | ----- | --------------- | ---- |
|                         | Partido Social Democrata      | 4 001 | 74,42 / 100,00  | 0,77 |
|                         | Centro Democrático e Social   | 444   | 8,26 / 100,00   | 0,94 |
|                         | Partido Socialista            | 366   | 6,81 / 100,00   | 3,71 |
|                         | Partido Renovador Democrático | 255   | 4,74 / 100,00   | Novo |
|                         | União Democrática Popular     | 64    | 1,19 / 100,00   | 0,46 |
|                         | Outros                        | 134   | 2,49 / 100,00   |      |
| Votos Inválidos         | Votos Inválidos               | 112   | 2,08 / 100,00   | 0,53 |
| Total                   | Total                         | 5 376 | 100,00 / 100,00 |      |
| Eleitorado/Participação | Eleitorado/Participação       | 7 505 | 71,63 / 100,00  | 1,49 |

### São Vicente
| Partido                 | Partido                       | Votos | %               | +/-  |
| ----------------------- | ----------------------------- | ----- | --------------- | ---- |
|                         | Partido Social Democrata      | 2 300 | 63,54 / 100,00  | 2,71 |
|                         | Centro Democrático e Social   | 479   | 13,23 / 100,00  | 1,03 |
|                         | Partido Socialista            | 331   | 9,14 / 100,00   | 6,68 |
|                         | Partido Renovador Democrático | 243   | 6,71 / 100,00   | Novo |
|                         | Aliança Povo Unido            | 48    | 1,33 / 100,00   | 0,67 |
|                         | União Democrática Popular     | 45    | 1,24 / 100,00   | 0,50 |
|                         | Outros                        | 73    | 2,02 / 100,00   |      |
| Votos Inválidos         | Votos Inválidos               | 101   | 2,79 / 100,00   | 1,59 |
| Total                   | Total                         | 3 620 | 100,00 / 100,00 |      |
| Eleitorado/Participação | Eleitorado/Participação       | 5 601 | 64,63 / 100,00  | 5,14 |